# Liste der costa-ricanischen Botschafter in Jamaika
Die Botschaft befindet sich in 58 Hope Road, Kingston (Jamaika).
| Agrément / Ernennung / Akkreditierung | Botschafter                           | Bemerkungen       | ernannt von                       | akkreditiert bei      | Posten verlassen |
| ------------------------------------- | ------------------------------------- | ----------------- | --------------------------------- | --------------------- | ---------------- |
| 1971                                  | José Pablo Quirós Quirós              | non resident      | José Figueres Ferrer              | Donald Sangster       | 1973             |
| 1973                                  | Julio López-Calleja Tamayo            | non resident      | José Figueres Ferrer              | Michael Manley        | 1977             |
| 1979                                  | Alejandro Alvarado Piza               | non resident      | Rodrigo Carazo Odio               | Michael Manley        | 1979             |
| 1981                                  | Gerardo Bolaños González              |                   | Rodrigo Carazo Odio               | Edward Seaga          | 1982             |
| 1982                                  | Carl Eduardo Neil Neil                |                   | Luis Alberto Monge Álvarez        | Edward Seaga          | 1987             |
| 1987                                  | Róger Churnside Harrison              |                   | Óscar Arias Sánchez               | Edward Seaga          | 1990             |
| 1990                                  | María Elena Chassoul Monge de Carmona |                   | Rafael Ángel Calderón Fournier    | Michael Manley        | 1994             |
| 1. Apr. 1996                          | José de Jesús Conejo Amador           |                   | José María Figueres Olsen         | Percival J. Patterson | 1998             |
| 9. Nov. 1998                          | Rodrigo Castro Echevería              |                   | Miguel Angel Rodríguez Echeverría | Percival J. Patterson | 2002             |
| 2003                                  | Marcia Watson Lockwood                | Geschäftsträgerin | Abel Pacheco                      | Percival J. Patterson |                  |
| 14. Apr. 2003                         | Joycelyn Sawyers Royal                |                   | Abel Pacheco                      | Percival J. Patterson | 2004             |